# Alors on danse
"Alors on danse" är en låt från 2009 av den belgiska sångaren Stromae, som släpptes i september 2009 i Belgien och i februari 2010 i resten av Europa. Låten nådde första plats på de officiella topplistorna i Belgien, Tyskland, Frankrike, Nederländerna, Österrike och Schweiz samt nådde första plats på European Hot 100 Singles. Låten har remixats mycket, speciellt av houseproducenter som Damon Paul, samt av den brittiska rapparen Jesal. Den 1 april 2010 släpptes låten i Kanada. På Sverigetopplistan låg den som bäst på andra plats.

## Låtlista
CD-singel
1. "Alors on danse" (Radio Edit) — 3:29
2. "Alors on danse" (Extended Mix) — 4:18

CD-singel - Promo 1 (Were)
1. "Alors on danse" — 3:28

CD-singel - Promo 2 (Mercury)
1. "Alors on danse" (Remix) — 2:51